# ヘペウイルス属
ヘペウイルス属(Genus Hepevirus)とは、ヘペウイルス科に分類されるウイルスの1属。ヘペウイルス属はヘルペスウイルス科と混同されない。ヘペウイルス属のウイルスは直径27-34nmの正二十面体のカプシドを持つ球形のエンベロープを有さないビリオンとして分離される。遺伝子は7176ヌクレオチドの長さであり、脊椎動物に感染する。ヘペウイルス属にウイルスとしてはE型肝炎ウイルスのみが知られている。

## 引用文献
1. ↑  ICTVdB Management (2006). 00.084.0.01. Hepevirus. In: ICTVdB - The Universal Virus Database, version 4. Büchen-Osmond, C. (Ed), Columbia University, New York, USA